# 許芳宜
許芳宜（1971年9月15日—）來自台灣宜蘭的國際知名舞者。曾經擔任美國瑪莎葛蘭姆舞團的首席舞者，被媒體譽為美國現代舞之母瑪莎葛蘭姆的傳人，亦曾參與雲門舞集。許芳宜離開舞團後，積極與國際藝術家合作編創新作品。除了舞蹈之外，近年跨足電影電視及幕前幕後工作，在「俗女養成記2」、「刺客聶隱娘」與「逆光飛翔」中演出，並參與VR、寫作等創作。
許芳宜2012年開始推廣全民「身體要快樂」，走入各縣市鄉鎮，拉起大小朋友的手，期盼透過音樂及簡單的肢體動作，讓更多人的身體一起快樂動起來。2005年榮獲總統頒贈「五等景星勲章」。2007年獲國家文藝獎(舞蹈類別), 成為有史以來最年輕的得獎者。2022年以電影「我心我行」獲得第59屆金馬獎最佳動作設計獎。

## 舞蹈歷程
許芳宜小學四年級開始接觸舞蹈後，發現自己很享受站在舞台上的感覺，開啟了舞蹈學習之路。在國立藝術學院舞蹈系學習期間，曾與美國頂尖瑪莎葛蘭姆舞團（Martha Graham Dance Company）前藝術副總監的羅絲·帕克（Ross Parkes）學習，學生時期的許芳宜受到老師羅絲．帕克（Ross Parkes）的鼓勵，因此立志成為職業舞者。
自國立藝術學院（今國立臺北藝術大學）畢業後，許芳宜在1994年獲得葛蘭姆現代舞蹈學校全額獎學金以及文建會獎將助金前往紐約發展。赴美三個月，隨即考上依莉莎蒙特舞團（Elisa Monte）。隔年報考瑪莎葛蘭姆舞團，從兩百人甄試中脫穎而出，成為當次甄選中僅錄取唯二的實習團員。並且在三年內從實習舞者、新舞者、群舞者、成為到獨舞者，並在1999年成為首席舞者。雖然2000年馬莎葛蘭姆舞團因版權與人事爭議暫停所有演出，但在2003年舞團重新重回舞台之際，許芳宜的演出獲得美國舞蹈評論盛讚如：「她是可以吃掉所有舞台的舞者」以及「她就是瑪莎·葛蘭姆的傳人」。
2006年離開瑪莎葛蘭姆舞團後，許芳宜曾在2007年成立「拉芳·FALA舞團」，同年5月受亞洲文化協會獎助及文建會贊助，受邀至美國紐約巴瑞辛尼可夫舞蹈中心（Baryshnikov Arts Center）駐村創作，是該中心首位受邀的亞洲藝術家。同年參與美國著名攝影師David Michalek的Slow dancing計畫，作品於紐約林肯中心戶外螢幕播出。2010年受邀參與TED演講。舞團成立期間曾受邀世界各地演出。包括美國科羅拉多州維爾國際舞蹈藝術節（Vail International Dance Festival）、雅各枕舞蹈節（Jacob’s Pillow）、紐約秋季舞蹈節（Fall For Dance）、澳洲阿德雷得藝術節（Audelaide Festival）、加拿大溫哥華冬季奧運（2010 The Winter Olympics）、德國杜塞多夫國際舞蹈雙年博覽會（Internationale Tanzmesse NRW）。
2010年結束拉芳·LAFA舞團，2011年成立許芳宜&藝術家，獨立演出創作，與國際頂尖藝術家合作，包括阿克朗·汗（Akram Khan）、艾略特·費爾德（Eliot Fled）、克里斯多福·惠爾敦（Christopher Wheeldon）、溫蒂·韋倫（Wendy Whelan）、沈偉、桑吉加（San Jijia）、阿索爾·巴頓（Aszure Barton）、羅素·馬利分特（Russell Maliphant）、譚元元、赫爾曼‧科爾內霍（Herman Cornejo）、亞歷山大‧菲力（Alessandra Ferri）、朱妍等；電影部份則和侯孝賢及姚宏義等人合作；也曾與世界級指揮家穆蒂（Riccardo Muti）合作歌劇《摩西與法老》。
和國際藝術家合作期間，持陸續在征戰各國知名藝術節及舞台演出，包括英國國際愛丁堡藝術節（The Edinburgh International Festival）、英國倫敦沙德勒之井（Sadler’s Wells）、美國維爾國際舞蹈節 （Vail International Dance Festival）、美國紐約秋季舞蹈節（Fall for Dance）、北京國家大劇院等。
在臺灣，曾邀請國際藝術家及亞洲年輕舞者同台演出，製作過多個舞台作品於國家戲劇院演出，2012年製作《生身不息》、2014年製作《2X2》、２017年製作《Salute》，三檔製作都在演出前１－２個月票即售鑿每檔製作皆為藝文盛事，一票難求。

## 荣誉

### 勋章奖章
- 五等景星勋章（2005年5月31日于台北总统府颁授[10]）

### 获奖
- 2005年，美國《舞蹈雜誌》（Dance Magazine）將許芳宜列為當年「最引人注目的25位舞者」之一，並且成為封面人物。[6]
- 2006年，獲中央社評選為2006年臺灣十大潛力人物。
- 2006年，獲亞美商業發展中心與紐約華人藝術協會表揚「傑出亞裔藝術家」。
- 2007年，第11屆國家文藝獎舞蹈類得主，為有史以來最年輕的受獎者。
- 2008年，獲選為 Ballettanz 傑出女舞者。[11]
- 2022年，以電影《我心我行》榮獲第59屆金馬獎最佳動作設計獎。
- 2023年，以電影《我心我行》入圍第25屆台北電影獎最佳傑出技術獎。

## 推廣計畫

### 身體要快樂
「身體要快樂」計畫始於2012年，歷經多年在世界各地表演的積累，許芳宜領悟到身體與心之間的緊密關連，她認為「每個身體都有創造快樂的能力」，於是開始走入城鄉，教導民眾如何透過舞動身體解放身心，並於2014年成立「身體要快樂」舞蹈教室。

### 秘密種子計畫
相信夢想可以改變生命，改變態度，許芳宜回台後開始推動「秘密種子計畫」，走進各個偏鄉及學校，透過玩遊戲、身體創意的方式，引導偏鄉學童找到自己的夢想。

## 駐校駐村計畫
- 2011年，澳門文化中心 Macau Arts Center
- 2012年，花蓮文化創意園區駐村藝術家
- 2013年，中山大學駐校藝術家
- 2014年，陽明大學駐校藝術家
- 2015-2020年，實踐大學建築系客座教授
- 2021年，清華大學駐校藝術家

## 評論
- 「不用再提醒你，下一次她在舞台上表演，你一定不會錯過，因為你沒有選擇」-紐約觀察家報舞評
- 「如雷射般精準」-華盛頓郵報
- 「若有許小姐那會說話的雙腿，誰還需要言語？」-紐約舞蹈評論舞評
- 「許芳宜是世上最美的舞者之一。她的一舉手，敘說出史詩故事，懸於空中的身體，猶如菩薩般，一蜷曲，仿似承受了世上所有的苦難。而如今，她的身體力量與情感的演繹，更臻成熟完滿。」-波士頓全球報
- 「許芳宜似乎是評論界和公眾特別喜愛的明星。」- 紐約時報，約翰·洛克威爾
- 「許芳宜證明了重新復活葛蘭姆的經典作品除了選對曲目之外，更需要優秀的演出者。」- 紐約時報，約翰·洛克威爾
- 「許芳宜是當今堪稱最能體現瑪莎葛蘭姆的技巧和傳承。」- 紐約時報，約翰·洛克威爾
- 「許不只是個優秀的舞劇藝術家，還有她耀眼的舞蹈 － 有誰能夠將如此深刻的情感和充滿力量又詩意的技巧融合的更恰當呢？」- 紐約觀察報，羅伯特·戈特利布
- 「她是這麼的激情，這麼的豐富，這麼的敏銳細微，而且這麼的美麗，讓人幾乎忘了葛蘭姆當初是如何詮釋這個角色的。」- 紐約觀察報，羅伯特·戈特利布
- 「許芳宜的台風充滿了力量和微妙細節。」- 華爾街日報，羅伯特·格列司克維克
- 「當今，瑪莎葛蘭姆的舞作在許芳宜如火山爆發般的演出中重生了。」- 紐約太陽報
- 「舞者有如許芳宜可以證明只可意會不可言傳此道理。她的舞團因她的存在顯得更加有生氣了。」- 紐約太陽報

## 其他作品

### 出版作品
- 許芳宜親撰作品，《我心我行·Salute》。臺北：時報文化，2018。 ISBN 9789571375373
- 許芳宜口述；林蔭庭採訪撰寫。《不怕我和世界不一樣: 許芳宜的生命態度 》（二版）。臺北：遠見天下文化 ，2017。 ISBN 978-986-320-368-1
- 2024金馬影展主視覺海報主角舞蹈設計暨演出

### 影視作品

#### 電影
- 2012 《逆光飛翔》飾演舞蹈老師。[13]

- 2015 《刺客聶隱娘》飾演嘉誠公主。[14]

- 2022 舞蹈電影《我心我行》。[15]

#### 電視劇
- 2021年 《俗女養成記2》 飾演 朱鶯(舞蹈老師)

### 代言
- 2013 lativ HEAT UP系列代言人。[16]
- 2015 長榮航空星空聯盟代言人。[17]

### 廣告
| 年份   | 單位             | 作品                 | 導演            |
| ------ | ---------------- | -------------------- | --------------- |
| 2024年 | 金馬獎執行委員會 | 《2024金馬年度廣告》 | 李孟栩 、柯鈞譯 |

## 外部連結
- 許芳宜的Facebook專頁
- 許芳宜的新浪微博
- 關鍵評論網：為什麼敢讓學生上國際舞台？許芳宜：我們每個人都年輕過，也曾希望別人給我們一個機會
- 國家文藝基金會 （页面存档备份，存于）
- TEDxTaipei演講[]
- 演講影音：許芳宜女士的學思歷程 2007/11/27 台大演講網
- 許芳宜在香港影庫上的簡介
- 許芳宜在台灣電影網上的資料（繁體中文）